# Teilemanagement
Das Teilemanagement umfasst alle Verwaltungsaufgaben für Bauteile (Einzelteile sowie Baugruppen), die in einem Unternehmen hergestellt oder verwendet werden. Dies schließt die jeweils zugehörigen Entwicklungs- und Konstruktionsdaten, z. B. Stammdaten, Geometrieelemente, Normen, Kataloge, Produktblätter etc., mit ein. Zum Teilemanagement gehören damit auch Prozesse sowie prozessunterstützende informationstechnische Systeme, mit denen Teileinformationen erzeugt oder verarbeitet werden. Wesentliche Tätigkeiten sind beispielsweise die Strukturierung und Pflege der Teiledaten sowie die anwenderorientierte Suche im Teilebestand.
Kernfunktionen
Marktgängige Teilemanagement-Systeme bieten in der Regel folgende typische Kernfunktionen: 
- Stammdatenverwaltung
- Dokumentenmanagement
- Klassifizierung von Entwicklungs- und Konstruktionsdaten
- Erkennen und Clustern geometrisch ähnlicher Teile
- End of life Management von Bauteilen
- Allgemeine Suche und Recherchefunktionen

Weitere Zusatzfunktionen kommen insbesondere aus dem Bereich E-Commerce. Fast alle Zulieferer bieten über ihre Internet-Portale 2D/3D-Modelle an, die sich meist in das Teilemanagement-System einbinden lassen.
Ziele
Eines der Ziele des Teilemanagements ist es, die Anzahl von Neukonstruktionen in einem Unternehmen möglichst gering zu halten, um die Vielfalt der Teile im Teilebestand zu begrenzen und somit Kosten in der Produktentwicklung, in Fertigung, dem Einkauf und anderen betrieblichen Funktionsbereichen zu reduzieren. Dies wird durch folgende Maßnahmen erreicht:
- Reduzierung der Teilevielfalt
- Harmonisierung und Konsolidierung der Materialstammdaten des Unternehmens
- Schaffung der organisatorischen Voraussetzung zur Wiederverwendung bestehender Teile
- Minimierung der Zuwachsrate neuer Teile
- Effizientes Klassifizieren der Materialstammdaten
- Identifizieren von Dubletten
- Automatisches Clustering geometrisch ähnlicher Teile

Des Weiteren können mit Hilfe eines funktionierenden Teilemanagement Mengeneffekte in Fertigung und Einkauf erzielt werden.  Dafür müssen eine abteilungsübergreifende Zusammenarbeit und die Berücksichtigung der vorhandenen Softwarelandschaft, bestehend aus CAD-, PLM- und ERP-Systemen, sichergestellt werden.
Ein untergeordneter Aspekt des Teilemanagements ist die Verwaltung und Organisation von CAD-Normteilebibliotheken. In diesem Bereich werden die folgenden Ziele verfolgt:
- Bereitstellung einer standardisierten digitalen Teilebibliothek
- Standardisierung von Unternehmensdatenbeständen
- Komplexitätsvermeidung
- Dublettenbereinigung von Normteilen
- Integration von CAD, PDM und ERP
- Schnelle Suche nach potentiellen Normteilen für die Konstruktion
- Revisionsmanagement für Zuliefererkataloge